# Глазчатая кряква
Глазчатая кряква, или  Флоридский чирок (лат. Anas fulvigula) — среднего размера настоящая утка.

## Подвиды и распространение
Имеется две различные популяции глазчатой кряквы. Одна популяция, Anas fulvigula maculosa, живёт на берегах Мексиканского залива между Алабамой и Тамаулипасом в Мексике; вне сезона размножения отдельные птицы могут отважиться совершить путешествие далеко на юг, даже до Веракруса. Другая популяция, Anas ulvigula fulvigula, постоянно живёт в центральной и южной Флориде и иногда залетают на север в Джорджию. То же распределение предков прежде было у канадского журавля.

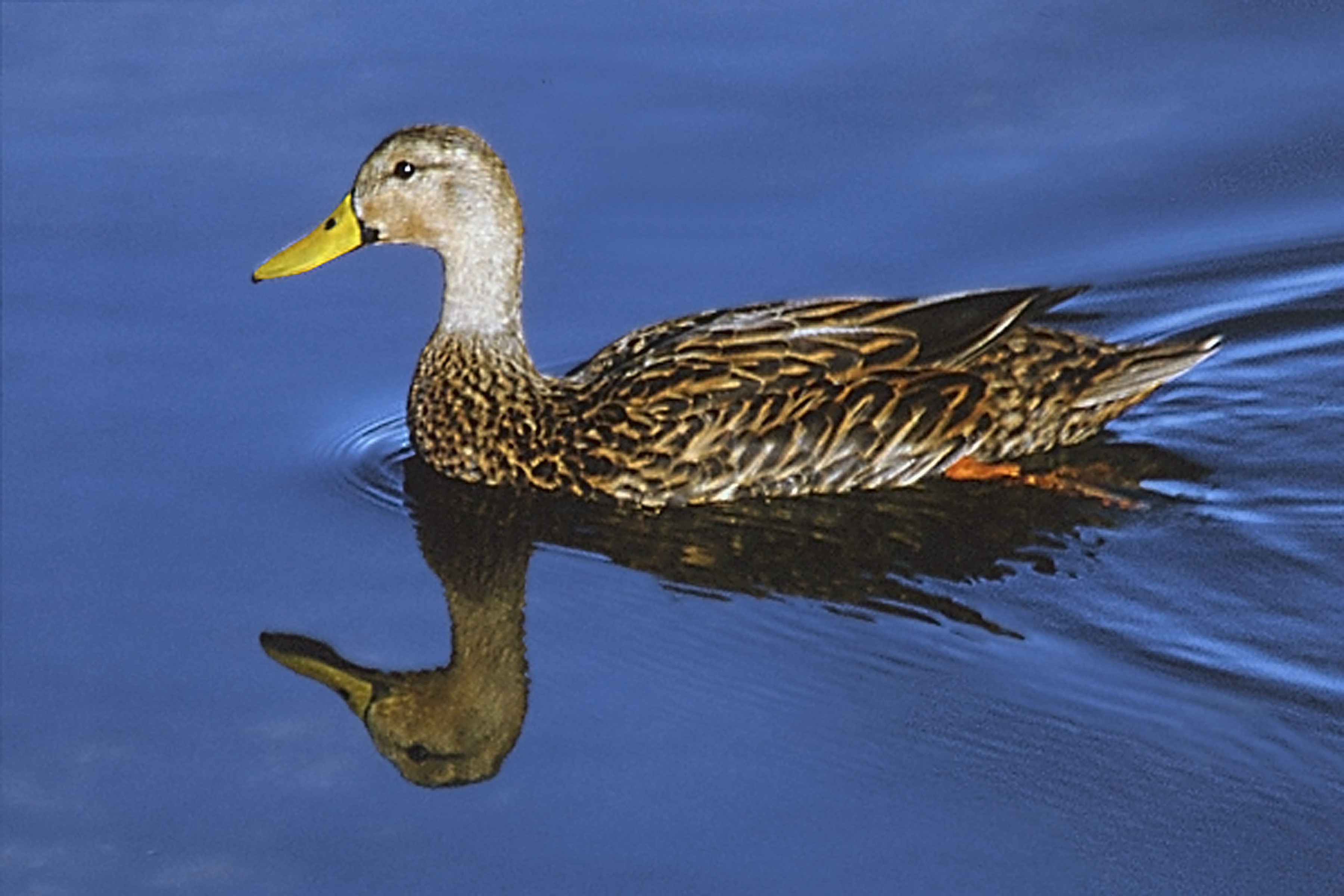

На побережье Мексиканского залива глазчатая утка является одной из наиболее часто подвергающихся кольцеванию водоплавающих птиц. Это отчасти объясняется тем фактом, что она по большей части неперелетная. Примерно одна из двадцати окольцованных глазчатых крякв попадается охотникам, делая им большой подарок.

## Таксономия
Она занимает промежуточное значение по внешнему виду между кряквой и американской черной кряквой и состоит в тесной родственной связи с этими видами, иногда рассматривается как подвид кряквы, но это делать нецелесообразно (см. систематику).

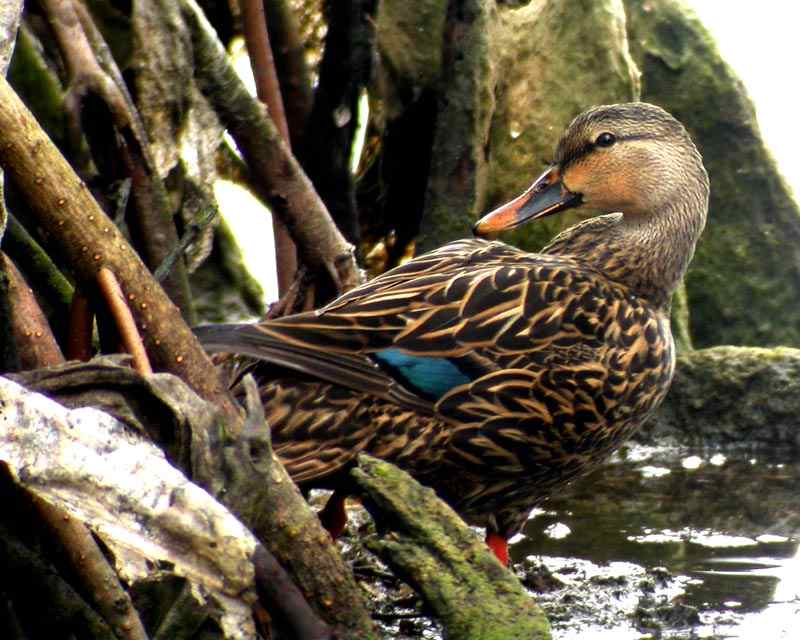
Флоридский подвид

Флоридская популяция встречается примерно южнее Тампы, отделена от номинативного подвида Anas fulvigula fulvigula и иногда называется флоридской уткой или флоридской кряквой, имея несколько более светлую окраску и меньше пятен. Так как оба подвида занимают промежуточное положение между самкой кряквы и американской черной кряквой, флоридская глазчатая кряква ближе к первой, а глазчатая кряква — к последней по внешнему виду. Они в основном узнаваемы по более светлой голове, четко отделенной от темной груди у глазчатой кряквы, но гораздо менее у флоридской глазчатой кряквы. Так как места обитания подвидов не пересекаются, птиц можно спутать только с самкой кряквы и американской черной кряквой; самку американской черной кряквы зачастую точно можно отличить от глазчатой кряквы только по её темно-фиолетовому зеркалу.
Данные анализа генетической последовательности mtDNA показывают, что эти птицы происходят генетически от американской черной кряквы, более далекой от кряквы, и что эти подвиды из-за их довольно ограниченной области распространения и сидячего образа жизни уже довольно хорошо генетически обособились (McCracken et al. 2001).
Как и все члены клада «крякв», они способны скрещиваться со своими близкими родственниками, американской черной кряквой и кряквой. Но это всегда было в ограниченном виде; особи перелетной американской черной кряквы зимой иногда мигрировали в места обитания глазчатой кряквы и могла остаться там и спариться с постоянно живущими видами, а с кряквой, которая колонизировала Северную Америку позже, могло произойти то же самое (McCracken et al. 2001).

## Описание
Взрослая глазчатая кряква длиной с головы до хвоста 44-61 см (17-24 дюйма). У неё темное тело, светлые голова и шея, оранжевые ноги и темные глаза. Оба пола имеют яркое зелено-синее зеркало (пятно на крыльях), которое не обрамлено белым, как у кряквы. Самцы и самки похожи, но клюв у самцов — ярко-желтый, в то время как у самки — бледно-желтый, иногда с темными линиями у краев и основания.
Окраска оперения темная, как у самки кряквы, особенно у хвоста, а клюв желтее. В полете основным отличием является отсутствие белого окаймления зеркала. Американская черная кряква темнее, чем большинство глазчатых крякв и зеркало у них больше сиреневое, чем синее. Поведение и голос те же, что и у кряквы.

## Места обитания
Утки являются довольно распространенными в своей среде обитания; они живут на одном месте круглый год и не совершают перелетов. Гнезда вьют среди болот, в окружении растений, таких как камыш и болотные травы.

## Питание
Глазчатая кряква питается, добывая корм на поверхности воды на мелководье и щипля траву на лугу. По большей части она ест растения, но также некоторых моллюсков и водных насекомых.

## Угрозы
Хотя результирующий ген стаи в настоящее время не вызывает беспокойства, разрушение мест обитания и интенсивная охота в конце концов могут численность этого вида свести на нет, что будет угрожать скрещиванию с кряквой и привести к исчезновению всего таксона (Rhymer & Simberloff 1996). Особенно это относится к флоридской крякве (Mazourek & Gray 1994), у которой довольно небольшая область распространения, где за последнее время произошло разрушение среды обитания из-за урбанизации и осушения болот. Этого в сочетании с изменением климата, затрагивающем Эверглейдс, может быть достаточно для того, чтобы численность флоридской утки свести к тому, чтобы охота на неё была ограничена или запрещена (McCracken et al. 2001). В настоящее же время популяция этих птиц в своих собственных владениях составляет 50-70 тыс. особей (BirdLife International 2004).